# Ludwik Idzikowski
Ludwik Idzikowski (Varsóvia, 24 de agosto de 1891 — Guadalupe, Graciosa, 13 de julho de 1929) foi um aviador polaco, pioneiro nas tentativas de atravessar o Atlântico entre a Europa e a América do Norte pelo ar. Faleceu durante a sua segunda tentativa de atravessar o Atlântico, quando o avião Amiot 123 de nome "Marszałek Piłsudski" em que voava na companhia do navegador Kazimierz Kubala, foi obrigado a fazer uma aterragem de emergência nas proximidades do lugar da Brasileira, freguesia do Guadalupe, ilha Graciosa, Açores.

## Biografia

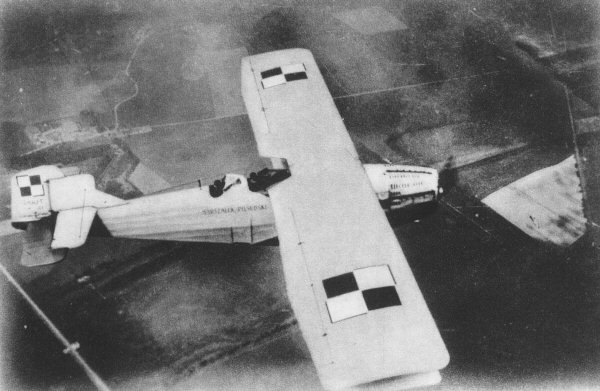
O avião "Marszałek Piłsudski" na viagem que acabaria em tragédia nos Açores.

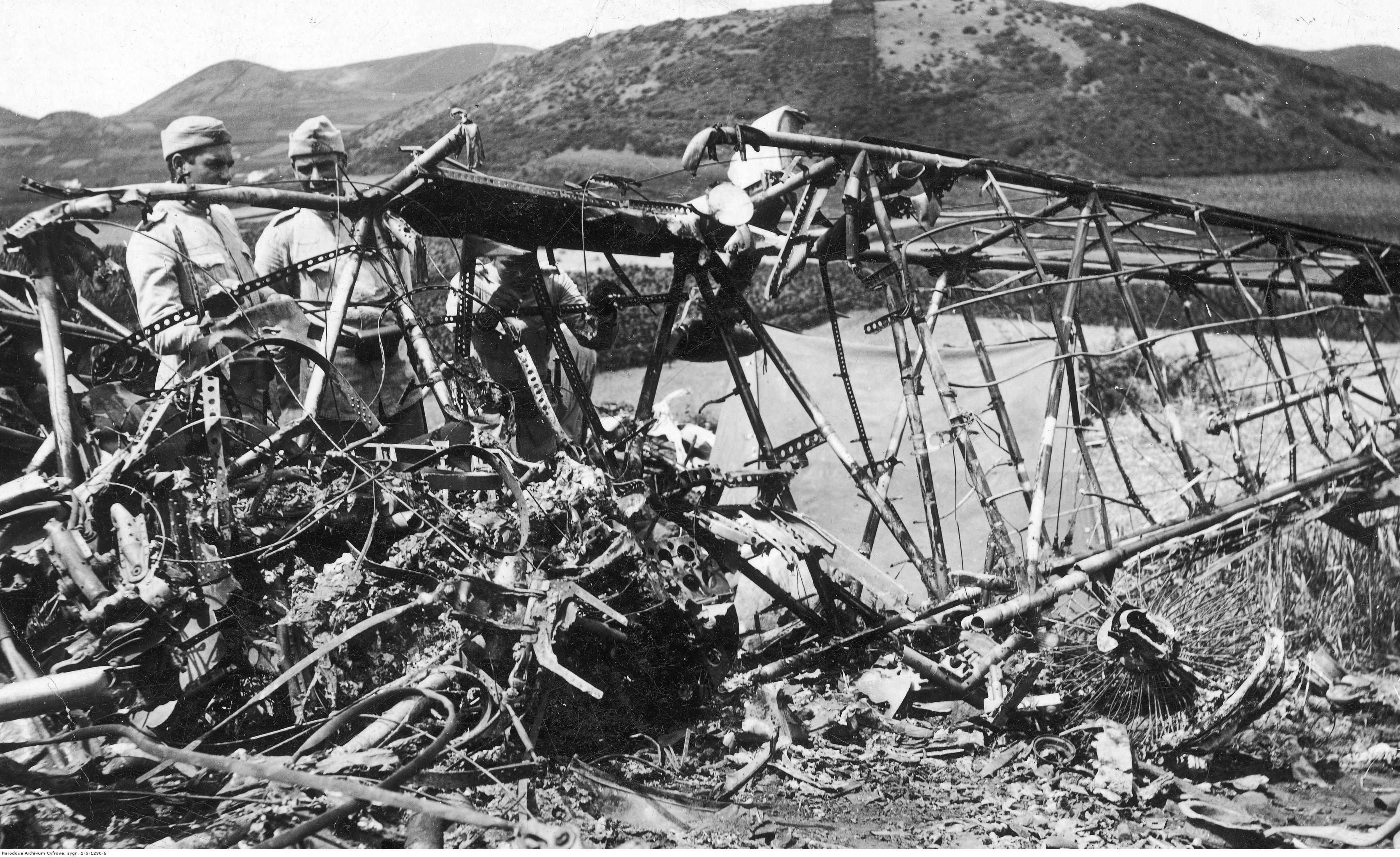
Destroços do avião Amiot 123 no lugar da Brasileira, Guadalupe (Santa Cruz da Graciosa) após o incêncio que matou o piloto.

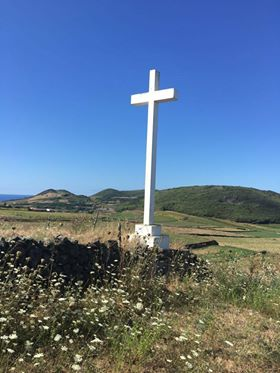
Monumento que assinala o local onde o avião se despenhou (no lugar da Brasileira, ilha Graciosa, Açores).

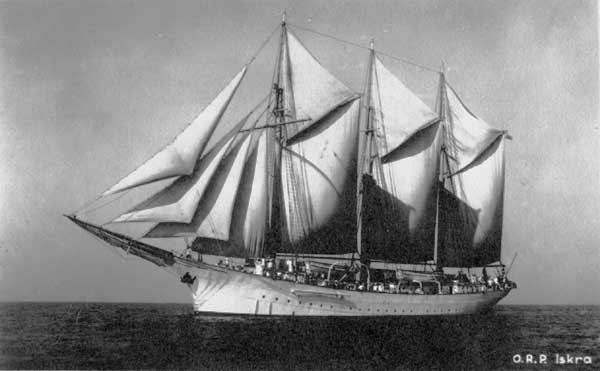
O veleiro da Marinha de Guerra Polaca Iskra. Este navio transportou o corpo de Ludwik Idzikowski da ilha Graciosa para Gdynia na Polónia.

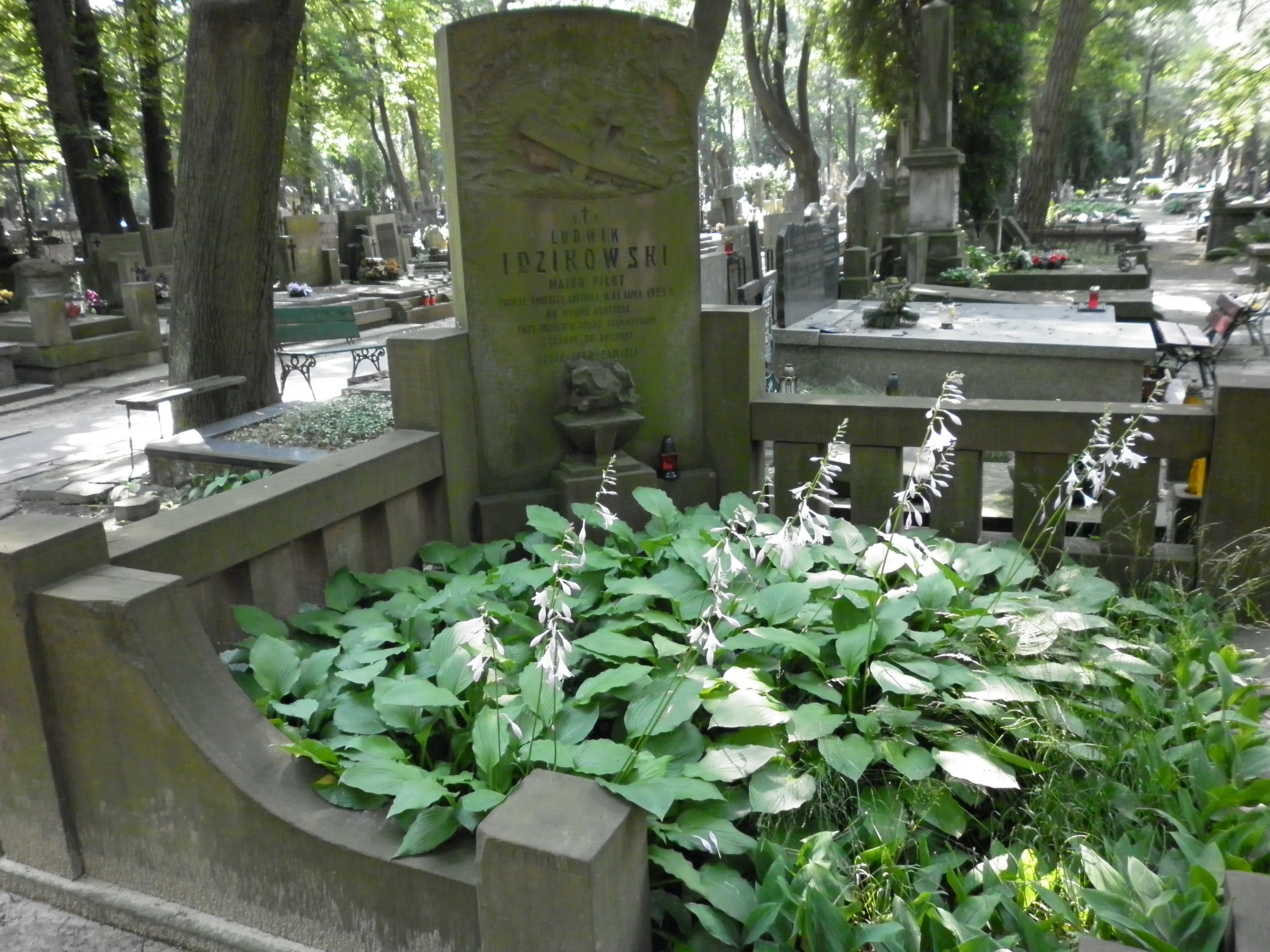
Sepultura de Ludwik Idzikowski na Alameda Zasłużonych do Cemitério de Powązkowsk de Varsóvia (Cmentarzu Powązkowskim w Warszawie).

Ludwik Idzikowski nasceu em Varsóvia e depois de estudos preparatórios na sua cidade natal iniciou um curso de engenharia de minas em Liège, Bélgica.
Dado que a Polónia se encontrava então repartida entre os impérios alemão e russo, quando se iniciou a Primeira Guerra Mundial Ludwik Idzikowski foi recrutado para o exército russo, sendo escolhido para prestar serviço na aviação militar.  Completou o curso de pilotagem na escola de aviação de Sevastopol e entre 1916 e o final da Guerra serviu como piloto em várias unidades de combate russas. 
Quando ocorreu a Revolução de Outubro conseguiu atingir Varsóvia e em Novembro de 1918 Idzikowski ingressou no recém-formado Exército Polaco, recebendo então o posto de Podporucznik Pilot (Segundo Tenente Piloto). 
Em 1919 foi transferido para a Força Aérea Polaca e durante a Guerra Polaco-Soviética voou inicialmente com o Esquadrão Kościuszko (a 7.ª Esquadrilha de Caças), composta maioritariamente por voluntários norte-americanos, e depois como piloto da 6.ª Esquadrilha de Reconhecimento.
Depois da guerra, de 1921 a 1923 foi instrutor na Escola Avançada de Pilotagem de Grudziądz (Wyższej Szkoły Pilotów w Grudziądzu), da qual foi comandante. Entre 1924 e 1926 comandou uma esquadrilha e depois uma esquadra do 1.º Regimento de Aviação, estacionado em Varsóvia. 
Durante a sua carreira ganhou fama de excelente piloto, sendo uma das figuras mais conhecidas da aviação polaca e europeia, razão pela qual quando se começou a desenhar a grande corrida aos recordes da aeronáutica das décadas de 1920 e 1930 foi uma das figuras cimeiras na apresentação junto da opinião pública de propostas de voos pioneiros.
Em resultado dessa fama e das condições criadas com o restabelecimento da Polónia como estado nacional, que exigia a afirmação de créditos na cena internacional que permitissem a sua legitimação, em abril de 1926 Idzikowski foi enviado para França chefiando uma missão aeronáutica polaca destinada a testar um avião que o governo polaco adquirira para testas voos de longo curso.
O avião era uma versão de longo curso do bombardeiro Amiot 123 preparado para voos longos sem reabastecimento. Adquirido o aparelho, a opinião pública polaca, encorajada pelo governo nacionalista do marechal Józef Piłsudski, começou a aventar a hipótese de ser tentada uma travessia aérea transatlântica no sentido leste-oeste, entre Paris e New York, feito ainda não conseguido.
Depois de considerável hesitação, o governo polaco, pressionado pela imprensa e pela opinião pública, resolveu autorizar a arriscada aventura  e mandar preparar o bombardeiro Amiot 123, a que foi dado o nome de Marszałek Piłsudski  em honra do ditador Józef Piłsudski que então governava a Polónia. 
Depois de ter sido promovido a major piloto a 1 de janeiro de 1928, Idzikowski foi escolhido para comandar o voo transatlântico, no qual seria acompanhado pelo major piloto Kazimierz Kubala, que teria as funções de segundo-piloto e de navegador.
A tentativa de voo transatlântico iniciou-se pelas 4:45 horas da madrugada de 3 de Agosto de 1928 com uma descolagem do aeroporto de Le Bourget, nos arredores de Paris, dirigindo-se o avião directamente para oeste ao longo da costa norte da Península Ibérica. A primeira parte do voo decorreu sem incidentes, mas depois de percorridos cerca de 3 200 km e já sobre a região central do Atlântico Norte detectaram uma perda de óleo do motor, causada por uma fissura no tanque de óleo. Apesar de já estarem no meio do Atlântico, decidiram regressar para a costa europeia, já que estavam a voar contra o vento, o que lhe dificultaria atingir a costa norte-americana.
Depois de 31 horas de voo e já sem óleo, Idzikowski decidiu tentar uma amaragem de emergência junto a um navio que avistaram. A amaragem decorreu bem e foram recolhidos, pilotos e avião, pela tripulação do navio mercante alemão Samos, que navegava a cerca de 70 milhas náuticas a noroeste da cidade do Porto já próximo da costa da Galiza. O avião foi reenviado para o fabricante para reacondicionamento, ficando decidido que nova tentativa seria feita no Verão imediato.
Reparado o avião, Idzikowski e Kubala prepararam-se para repetir a tentativa. Apesar de algumas fontes apontarem para um segundo avião (um Amiot 123 que se chamaria Orzeł Biały (Águia Branca) em honra da heráldica nacional polaca), a imprensa da época, e as fotos do avião são disso testemunho, noticia que era novamente o Marszałek Piłsudski, recondicionado após o acidente anterior, o avião a utilizar. 
Para a sua segunda tentativa, descolaram às 3:45 hora da madrugada do dia 13 de Julho de 1929, novamente do campo de Le Bourget. Depois de terem voado 2 140 km, já sobre o Atlântico Norte central, por volta da 17:00 horas, o motor começou a perder rotações e a emitir ruídos e vibrações anormais. Decidiram então aterrar na ilha do Faial, Açores, em cujas proximidades estariam. Iniciaram então a aproximação à ilha, com bom tempo, mas visibilidade reduzida.
Já quando anoitecia, por volta das 21:00 horas (19:00 horas locais), a situação piorou e Idzikowski decidiu fazer uma aterragem de emergência o mais próximo de terra que lhe fosse possível. Depois de terem sobrevoado por diversas vezes a ilha Graciosa, a maioria do tempo entre nuvens, optaram por aterrar num campo junto ao lugar da Brasileira, na freguesia do Guadalupe, na zona central da ilha. Estando já a anoitecer, o local escolhido foi inadequado, já que um conjunto de muros de pedra solta, alguns deles escondendo desníveis de mais de um metro, constituíam obstáculos que o avião dificilmente poderia atravessar. Em resultado, o avião embateu num dos muros e capotou, ficando com os rodados para o ar. 
Na colisão Idzikowski ficou gravemente ferido e encarcerado nos destroços do avião enquanto Kubala sofreu apenas ferimentos ligeiros, saindo dos destroços pelos seus próprios meios. A população local, então empenhada na ceifa e debulha do trigo, tinha visto o avião circundar a ilha várias vezes e apercebeu-se do acidente. Acorreram então em socorro dos pilotos, mas no processo de tentar desencarcerar Idzikowski, já noite escura, trouxeram um archote, o qual incendiou o avião, incinerando o piloto.
O corpo de Idzikowski foi levado para Santa Cruz da Graciosa onde aguardou a chegada do veleiro ORP Iskra, da marinha de guerra polaca,  que o transportou para a Polónia. Foi sepultado com honras de Estado a 17 de Agosto de 1929 na Alei Zasłużonych do Cemitério de Powązkowsk de Varsóvia (Cmentarzu Powązkowskim w Warszawie), onde uma lápide funerária o recorda. Na Graciosa, junto ao local onde ocorreu o acidente, nas proximidades da Brasileira, um cruzeiro, construído em 1939 com parte dos destroços, e uma lápide também o recordam. O local foi visitado em 1979 pelo embaixador polaco em Portugal, numa cerimónia que assinalou os 50 anos do acidente.
O major Ludwik Idzikowski recebeu a condecoração Virtuti Militari de 5.ª classe, a Krzyz Walecznych (três vezes), a Cruz Dourada de Mérito (Złotym Krzyżem Zasługi) e a cruz de oficial da Ordem da Polonia Restituta (Krzyżem Oficerskim Orderu Odrodzenia Polski).